# زاغی آفریقایی
زاغی آفریقایی (نام علمی: Ptilostomus afer) (به انگلیسی: Piapiac)، یک عضو آفریقایی از خانواده کلاغ‌ها است و تنها عضو از سردۀ Ptilostomus است. بر اساس یافته‌های اخیر، نزدیک‌ترین همبستگی آن با زاغ‌های زمینی آسیای مرکزی است.
این پرنده سیاه‌رنگ مانند زاغی‌ها دارای دم بلند است و واژۀ afer در نام علمی نیز به به واژۀ آفریقایی نسبت داده می‌شود.